# Paste (Unix)
paste è un comando dei sistemi operativi Unix e Unix-like, e più in generale dei sistemi POSIX e GNU, che legge uno o più file di testo (o lo standard input) e ne unisce le linee corrispondenti, oppure unisce tutte le linee di ciascun file in un'unica linea, mostrando in entrambi i casi il risultato sullo standard output. È un tipo di filtro.

## Sintassi
La sintassi generale di paste è la seguente:
```
paste [-d 
separatori
] [-s] [--] [
file1
 [
file2
 …] ]
```

I parametri falcoltativi file specificano i nomi dei file di testo di cui unire le linee. Se non specificati, i dati sono letti dallo standard input. Uno o più parametri possono essere dei trattini ("-") per indicare di leggere in quel punto una linea dallo standard input.
Il doppio trattino -- (facoltativo) indica che i parametri successivi non sono da considerarsi opzioni.
Il comportamento predefinito prevede di unire le linee usando il carattere di controllo tab come separatore; in caso di file che contengono un numero diverso tra loro di linee, paste si comporta come se leggesse linee vuote dai file più corti (tranne quando è in uso l'opzione -s).
Tra le opzioni principali vi sono:
-d separatoriUnisce le linee usando a rotazione i caratteri elencati in separatori. All'inizio di ogni nuova linea di output riprende ad usare il primo carattere separatore dell'elenco.
-sUnisce tra loro tutte le linee dei primo file, poi quelle del secondo, poi quelle del terzo, e così via, producendo una sola linea per ciascun file.

## Esempi
Dati tre file contenenti le linee che seguono
file1.txt:
```
uno
due
tre
quattro
cinque
```

file2.txt:
```
primo
secondo
terzo
```

file3.txt:
```
Alice
Bruno
Carlo
Daniela
```

Unisce le linee corrispondenti di ciascun file, usando il carattere tab come separatore:
```
$ 
paste file1.txt file2.txt file3.txt

uno     primo   Alice
due     secondo Bruno
tre     terzo   Carlo
quattro         Daniela
cinque
```

Unisce le linee corrispondenti di ciascun file, usando una barra verticale ("|") per separare le linee del primo e del secondo file, ed il carattere punto e virgola (";") per separare le linee del secondo e del terzo file:
```
$ 
paste -d "|;" file1.txt file2.txt file3.txt

uno|primo;Alice
due|secondo;Bruno
tre|terzo;Carlo
quattro|;Daniela
cinque|;
```

Unisce le linee di ciascun file in un'unica linea, usando il carattere tab come separatore:
```
$ 
paste -s file1.txt file2.txt file3.txt

uno     due     tre     quattro cinque
primo   secondo terzo
Alice   Bruno   Carlo   Daniela
```

Unisce le linee di ciascun file in un'unica linea, usando a rotazione una barra verticale ("|") ed il carattere punto e virgola (";") per separare gli elementi:
```
$ 
paste -d "|;" -s file1.txt file2.txt file3.txt

uno|due;tre|quattro;cinque
primo|secondo;terzo
Alice|Bruno;Carlo|Daniela
```